# Zwergkleiber
Der Zwergkleiber (Sitta pygmaea) ist ein in Nordamerika heimischer Singvogel. Auf Grund seines lebhaften Wesens ist er in freier Wildbahn einfach zu beobachten.

## Merkmale
Der 10 cm lange Zwergkleiber wird 10 g schwer. Es besteht kein auffälliger Geschlechtsdimorphismus. Das Gefieder ist auf der Oberseite blau-grau, auf der Unterseite weißlich, die  Haube ist grau und im Genick ist ein weißlicher Fleck.

## Vorkommen
Das Verbreitungsgebiet reicht vom südlichen British Columbia über die westlichen USA bis ins zentrale Mexiko. Der Zwergkleiber lebt gewöhnlich in Nadelwäldern.

## Verhalten
Der Zwergkleiber sucht in den Zweigen von Bäumen nach Insekten und Samen. Er klettert weniger oft als größere Kleiberarten die Baumstämme entlang.
Der Zwergkleiber ist ein sehr geselliger Vogel. Außerhalb der Brutsaison zieht er in lauten Schwärmen umher. Typischerweise ruhen mehr als ein Dutzend Vögel nahe beieinander. Auf Schlafbäumen wurden aber bereits über 150 Individuen dieser Art gezählt.

## Gewohnheiten und Lebensstil
Der Zwergkleiber sucht in den Zweigen von Bäumen nach Insekten und Samen. Er klettert weniger oft als größere Kleiberarten die Baumstämme entlang. Er ist ein sehr geselliger Vogel. Außerhalb der Brutsaison zieht er in lauten Schwärmen umher. Typischerweise ruhen mehr als ein Dutzend Vögel nahe beieinander. Auf Schlafbäumen wurden aber bereits über 150 Individuen dieser Art gezählt.

## Fortpflanzung
Der Zwergkleiber brütet in Hohlräumen in toten Nadelbäumen, die mit weichem Material ausgepolstert werden. Das Weibchen legt vier bis neun weiße Eier mit feinen rot-braunen Punkten.
Das Weibchen übernimmt den größten Teil des Brutgeschäftes. Nach 16 Tagen schlüpfen die Jungvögel, die nach weiteren 22 Tagen das Nest verlassen.
Der Zwergkleiber gehört zu den wenigen Singvögeln mit einem kooperativen Brutverhalten. Etwa ein Drittel der Brutpaare werden von einem bis drei männlichen Zwergkleibern während des Brutgeschäftes unterstützt. Dabei handelt es sich meist um mit dem Brutpaar verwandte Individuen.

## Unterarten
Es sind sechs Unterarten bekannt:
- S. p. melanotis van Rossem, 1929[4] – Diese Unterart kommt om Südwesten Kanadas und den Bergen des westlichen und westlichzentralen Teil der USA bis in den Nordwesten Mexikos vor.
- S. p. pygmaea Vigors, 1839[5] – Die Nominatform kommt in den zentralen Küstengebieten von Kalifornien vor.
- S. p. leuconucha Anthony, 1889[6] – Diese Unterart ist im Südwesten Kaliforniens bis Baja California verbreitet
- S. p. elii Phillips, AR, 1986[7] – Diese Subspezies kommt im Norden Mexikos vor.
- S. p. flavinucha van Rossem, 1939[8] – Diese Subspezies ist im Osten Mexikos verbreitet.
- S. p. brunnescens Norris, RA, 1958[9] – Das Verbreitungsgebiet dieser Unterart ist der Südwesten Mexikos.

## Einzelbelege
1. 1 2  Jonathan Alderfer, S. 452.
2. ↑  Zwergkleiber - Fakten, Ernährung, Lebensraum & Bilder auf Animalia.bio. Abgerufen am 1. Januar 2025.
3. ↑  IOC World Bird List Nuthatches, Wallcreeper, treecreepers, mockingbirds, starlings & oxpeckers
4. ↑  Adriaan Joseph van Rossem (1929), S. 176.
5. ↑  Nicholas Aylward Vigors, S. 25, Tafel 4.
6. ↑  Alfred Webster Anthony, S. 77.
7. ↑  Allan Robert Phillips S. 107.
8. ↑  Adriaan Joseph van Rossem (1939), S. 5.
9. ↑  Robert Allen Norris, S. 148.